# Universitatea din California
Universitatea din California (engleză University of California, abreviată UC) este o universitate publică situată în California, Statele Unite ale Americii. Universitatea face parte din sistemul de învățământ public superior pe trei nivele stabilit prin Masterplanul statului California în domeniul Învățământului Superior, alături de Universitatea Statului California și Colegiile Comunitare din California. Corpul studenților este alcătuit din peste 191.000 studenți și mai mult de 1.340.000 absolvenți. Berkley, primul său campus, a fost înființat în 1868, în vreme ce al zecelea și cel mai nou, Merced, și-a deschis porțile în toamna anului 2005. Universitățile se bucură de un renume mondial, privind calitatea învățământului. Aici au promovat profesori universitari renumiți sau cercetători laureați ai premiului Nobel.

## Universități

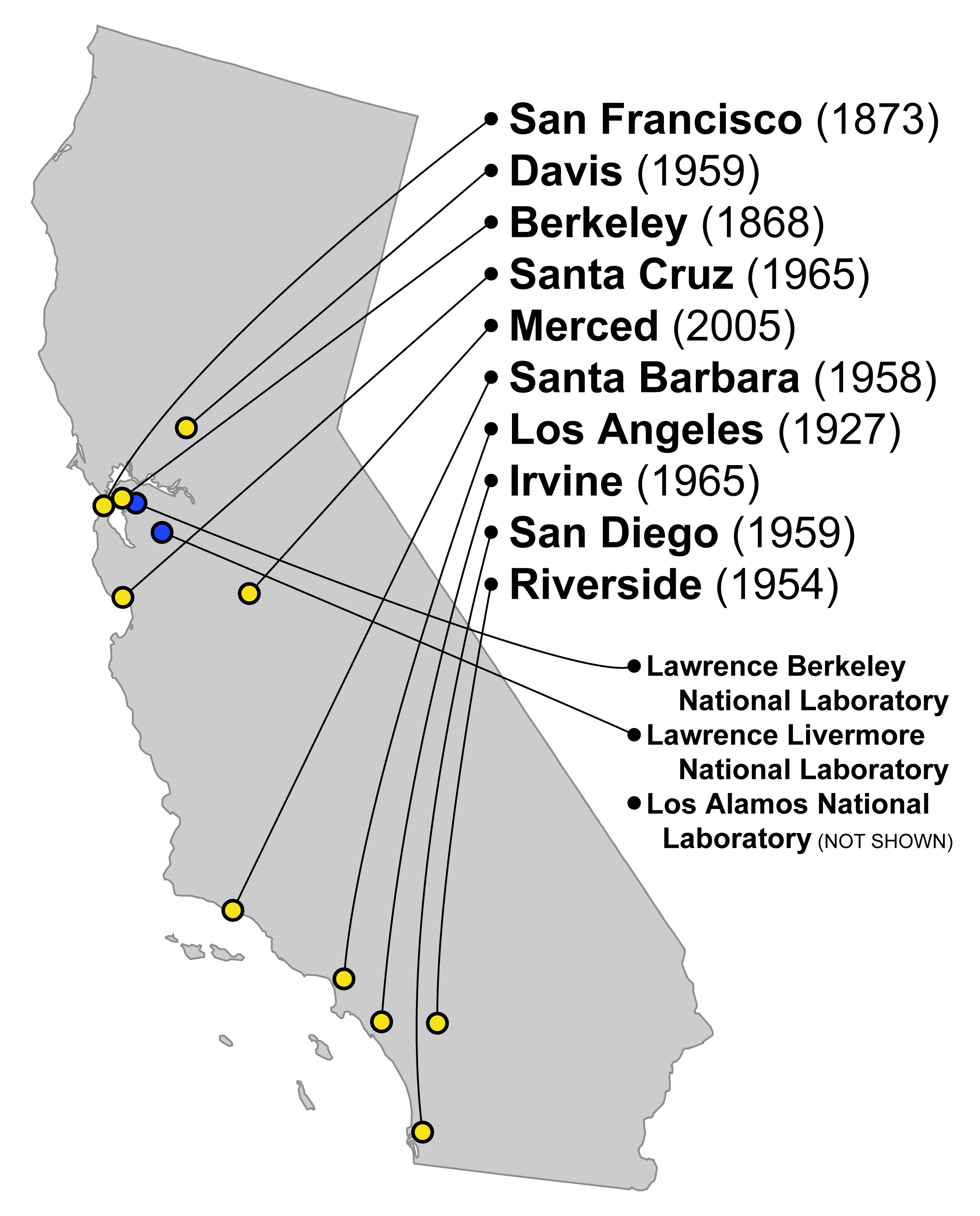
Localități, sedii de Campus și laboratoare

| Institutul                              | Abreviat    | Locul         | Întemeiat | Nr. de studenți (2005) | Club sportiv/Liga                                    |
| --------------------------------------- | ----------- | ------------- | --------- | ---------------------- | ---------------------------------------------------- |
| University of California, Berkeley      | UCB sau Cal | Berkeley      | 1868      | 30.269                 | California Golden Bears (Pacific Ten Conference)     |
| University of California, San Francisco | UCSF        | San Francisco | 1873      | 2.863                  | n-are                                                |
| University of California, Los Angeles   | UCLA        | Los Angeles   | 1919      | 35.967                 | UCLA Bruins (Pacific Ten Conference)                 |
| University of California, Davis         | UCD         | Davis         | 1905      | 30.475                 | Aggies (Big West Conference)                         |
| University of California, Santa Barbara | UCSB        | Santa Barbara | 1905      | 20.559                 | Gauchos (Big West Conference)                        |
| University of California, Riverside     | UCR         | Riverside     | 1954      | 16.863                 | The Highlanders (Big West Conference)                |
| University of California, San Diego     | UCSD        | San Diego     | 1959      | 25.339                 | Tritons (California Collegiate Athletic Association) |
| University of California, Irvine        | UCI         | Irvine        | 1965      | 24.434                 | Anteaters (Big West Conference)                      |
| University of California, Santa Cruz    | UCSC        | Santa Cruz    | 1965      | 15.013                 | Banana Slugs                                         |
| University of California, Merced        | UCM         | Merced        | 2005      | 1.300                  | n-are                                                |